# ديفيد بيلي (مصور)
ديفيد بيلي (بالإنجليزية: David Bailie)‏ (و. 1937  م) هو مصور، وممثل مسرحي، وممثل أفلام، وممثل تلفزي بريطاني.

## التعليم
تعلم في الأكاديمية الملكية للفنون المسرحية، في تخصص تمثيل (حتى 1964)

## وصلات خارجية
- ديفيد بيلي على موقع IMDb (الإنجليزية)
- ديفيد بيلي على موقع ألو سيني (الفرنسية)
- ديفيد بيلي على موقع ميوزك برينز (الإنجليزية)
- ديفيد بيلي على موقع أول موفي (الإنجليزية)
- ديفيد بيلي على موقع قاعدة بيانات الأفلام السويدية (السويدية)
- ديفيد بيلي على موقع قاعدة بيانات الفيلم (الإنجليزية)
- ديفيد بيلي على موقع كينوبويسك (الروسية)